# Bohdanowiczite
La bohdanowiczite è un minerale appartenente al gruppo della matildite.

## Etimologia
Così denominato in onore di Karol Bohdanowicz, ingegnere, geografo e geologo polacco (1864-1947)